# Physical Working Capacity
Unter der englisch Physical Working Capacity (PWC) versteht man die in Watt angegebene mechanische Leistung eines Menschen bei einer definierten Herzfrequenz. Sie macht Aussagen über das Dauerleistungsvermögen der jeweiligen Person. Üblich ist die Angabe bei einer Herzfrequenz von 170 Schlägen pro Minute als sogenannte PWC170. Gängig sind aber auch die PWC130 und PWC150. Der Wert wird im Rahmen eines stufenförmigen Belastungstests ermittelt. Üblich ist die Angabe der PWC pro Kilogramm Körpergewicht; die ermittelte PWC wird also durch die Masse des Probanden dividiert. Normwerte für die PWC170 für untrainierte, normalgewichtige Personen sind 2,0 W/kg bei Frauen und 2,5 W/kg bei Männern. Typische Werte für Erwachsene liegen bei etwa 150 W bei Frauen und 200 W bei Männern. Hochtrainierte Ausdauersportler sind in der Lage, diese Leistung über Stunden hinweg zu erbringen. Personen mit Herzerkrankungen ist es teilweise nicht möglich, 50 Watt zu erreichen.

## Ermittlung
Ähnlich wie bei einem Conconi-Test wird die Person auf einem Ergometer einer stufenweise ansteigenden Belastung ausgesetzt. Auf jeder Stufe der Belastung werden Leistung und Puls der Person gemessen.
Die Leistung, die bei linearer Extrapolation mehrerer im submaximalen Intensitätsbereich gemessener Wertpaare (Leistung und Puls) für eine Pulsfrequenz von 170/min errechnet wird, wird als PWC170 bezeichnet.

## Interpretation und Aussagekraft
Da die Herzfrequenz eine sehr individuelle Größe ist, ist die Leistung bei einer bestimmten Herzfrequenz nicht einhundertprozentig aussagekräftig. Die Ausdauerleistungsfähigkeit eines hoch pulsenden Menschen würde damit unterschätzt und ein sogenannter „Niedrigpulser“ sowie stark ausdauertrainierte Personen würden überschätzt werden. Man erreicht das Maximum der Herzleistung, das so genannte maximale Herzminutenvolumen, bei Untrainierten in der Regel bei etwa 170 Herzschlägen pro Minute, während es bei Leistungssportlern aufgrund des größeren Schlagvolumens des Herzens schon bei einer niedrigeren Herzfrequenz (typisch etwa bei 150 bis 160 Schlägen pro Minute) erreicht wird.
Dennoch lassen sich an der PWC170 in etwa der aktuelle Trainingszustand ablesen und durch regelmäßige Wiederholungen des Tests Fortschritte im Trainingsprozess beobachten. Trainierende Personen können ihren PWC-Wert in der Regel um über 50 % bis 70 % steigern.
Da die Leistung größerer Menschen in der Regel generell höher ist, wird oft auch ein Relativwert „Watt pro kg Körpergewicht“ (englisch Functional Threshold Power) gebildet, welcher eine gute Aussage über die Leistungsfähigkeit in körpermasseabhängigen Sportarten macht: Hier haben wiederum kleinere Personen tendenziell bessere Maximalwerte, da sie unter anderem auch durch das Training selbst relativ leichter sind. Typische Werte für sehr leichtgewichtige, hochtrainierte Marathonläufer und Radrennfahrer sind 6 bis 7 W/kg. Typische Werte für leichte Spitzensportler liegen also bei etwa 400 Watt. Die Radsportler Jan Ullrich und Eddie Merckx wurden mit über 500 W gemessen.